# Prosenoides cytorus
Prosenoides cytorus är en tvåvingeart som först beskrevs av Walker 1849.  Prosenoides cytorus ingår i släktet Prosenoides och familjen parasitflugor. Inga underarter finns listade i Catalogue of Life.